# Claudia Black
Claudia Lee Black, född 11 oktober 1972 i Sydney i Australien, är en australisk skådespelerska som är mest känd för sina roller i science fiction-serierna Farscape, där hon spelar Aeryn Sun och Stargate SG-1, där hon spelar Vala Mal Doran. Hon har även spelat Sharon "Shazza" Montgomery i Pitch Black.
Claudia är även röstskådespelerska och har haft framträdande roller i tv-spel som Admiral Daro'Xen, Matriarch Aethyta i Mass Effect, Chloe Frazer i Uncharted, Morrigan i Dragon Age, Whitney Chang i The Amazing Spider-Man, Tess Everis i Destiny, Samantha Byrne i Gears of War 3, Gears of War 4 och Gears 5. Hon hade också en återkommande roll som Dahlia i The Originals och spelade huvudrollen som Dr Sabine Lommers i tv-serien Containment.

## Filmografi
| Titel                            | Roll                  | År        | Format |
| -------------------------------- | --------------------- | --------- | ------ |
| 90210                            | Guru Sona             | 2011      | TV     |
| NCIS                             | Velvet Road           | 2010      | TV     |
| Spike Video Game Awards 2009     |                       | 2009      | TV     |
| Moonlight                        | The Cleaner           | 2008      | TV     |
| Stargate: Continuum              | Vala Mal Doran/Qetesh | 2008      | Film   |
| Stargate: The Ark of Truth       | Vala Mal Doran        | 2008      | Film   |
| The Dresden Files                | Liz                   | 2007      | TV     |
| Stargate SG-1                    | Vala Mal Doran        | 2004–2006 | TV     |
| One                              |                       | 2005      | Film   |
| Naked in London                  |                       | 2005      | Film   |
| Farscape: The Peacekeeper Wars   | Aeryn Sun             | 2004      | TV     |
| Queen of the Damned              | Pandora               | 2002      | Film   |
| BeastMaster                      | Huna                  | 2001      | TV     |
| Xena: Warrior Princess           | Amazon # 2            | 2000      | TV     |
| Pitch Black                      | Sharon Montgomery     | 2000      | Film   |
| Farscape                         | Aeryn Sun             | 1999–2003 | TV     |
| A Twist in the Tale              | Morgana               | 1999      | TV     |
| Good Guys, Bad Guys              | Jill Mayhew           | 1998      | TV     |
| Hercules: The Legendary Journeys | Cassandra             | 1997–1998 | TV     |
| Water Rats                       | Beth Williams         | 1997      | TV     |
| Amazon High                      | Karina                | 1997      | TV     |
| City Life                        | Angela Kosapas        | 1996      | TV     |
| A Country Practice               | Claire Bonacci        | 1993–1994 | TV     |
| Police Rescue                    | Julia                 | 1993      | TV     |
| G. P.                            | Joanna                | 1993      | TV     |
| Seven Deadly Sins                |                       | 1993      | TV     |

## Röstskådespel
| Titel                                | Roll                                         | År   | Format    |
| ------------------------------------ | -------------------------------------------- | ---- | --------- |
| Transformers: Prime                  | TBA                                          | 2012 | TV        |
| Kingdoms of Amalur: Reckoning        | Berättarrösten                               | 2012 | datorspel |
| Justice League: Doom                 | Cheetah                                      | 2012 | Film      |
| Uncharted 3: Drake's Deception       | Chloe Frazer                                 | 2011 | datorspel |
| Rango                                | Angelique                                    | 2011 | Film      |
| Gears of War 3                       | Samantha Byrne                               | 2011 | datorspel |
| Rage                                 | Mel                                          | 2011 | datorspel |
| Dragon Age: Origins - Witch Hunt DLC | Morrigan                                     | 2010 | datorspel |
| Mass Effect 2                        | Admiral Xen, Matriarch Aethyta, Rachni Envoy | 2010 | datorspel |
| Dragon Age: Origins                  | Morrigan                                     | 2009 | datorspel |
| Uncharted 2: Among Thieves           | Chloe Frazer                                 | 2009 | datorspel |
| WarGames: The Dead Code              | R.I.P.L.E.Y.                                 | 2008 | Film      |
| Stolen Life                          | Kieru                                        | 2007 | Film      |
| Conan                                | A'kanna                                      | 2007 | datorspel |
| Crysis                               | Helena                                       | 2007 | datorspel |
| Project Sylpheed                     | Berättaren                                   | 2007 | datorspel |
| Neopets: The Darkest Faerie          | Fauna                                        | 2005 | datorspel |
| God of War                           | Artemis                                      | 2005 | datorspel |
| Farscape: The Game                   | Aeryn Sun                                    | 2002 | datorspel |
| Steel Angel Kurumi                   | Steel Angel Mikhail                          | 1999 | TV        |